# اولین فاکس کلر
اولین فاکس کلر (انگلیسی: Evelyn Fox Keller؛ زاده ۲۰ مارس ۱۹۳۶) یک دانشمند اهل ایالات متحده آمریکا است.